# Alice Christabel Montagu-Douglas-Scott

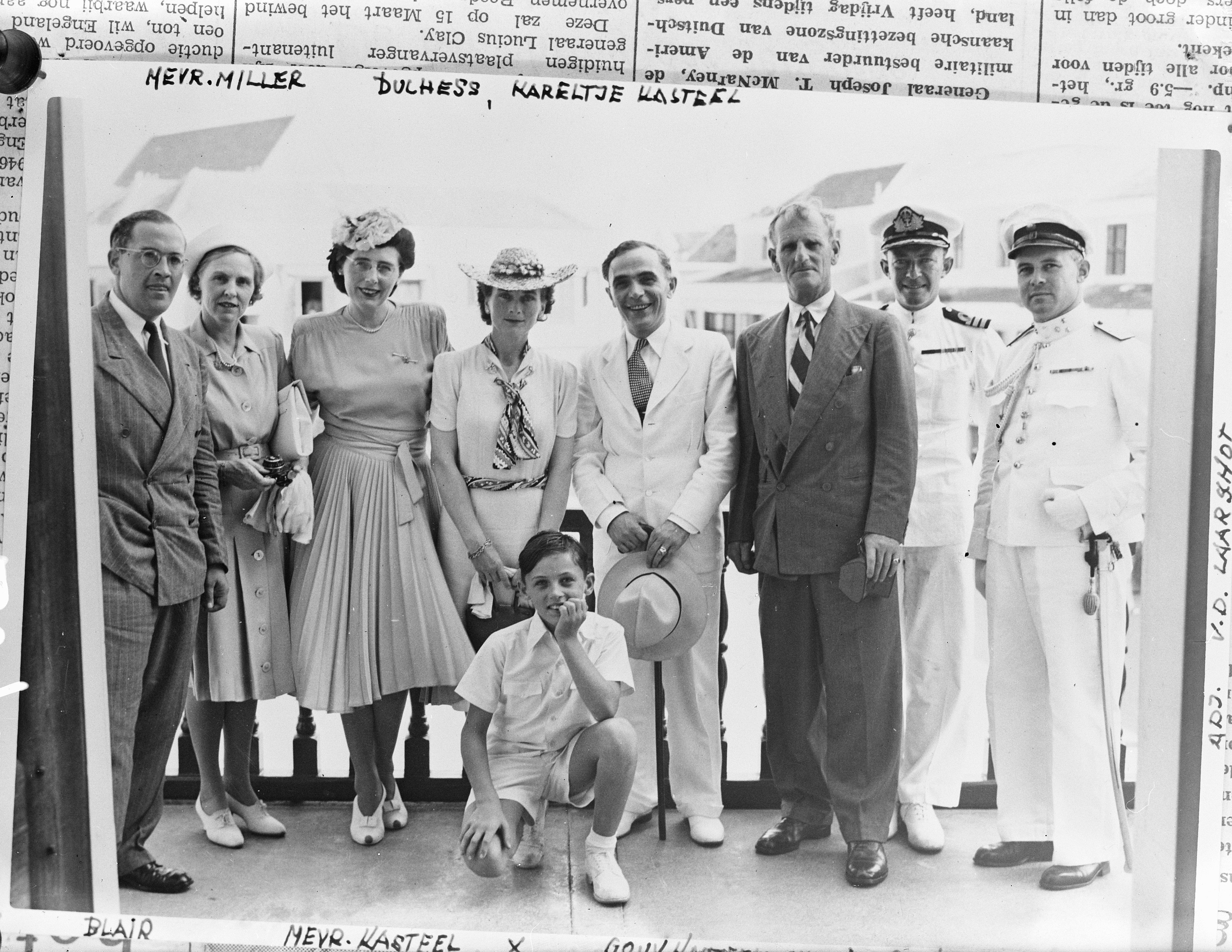
Prinses Alice met kinderen en familie Kasteel (16 maart 1947)

Alice Christabel Montagu-Douglas-Scott, later bekend als prinses Alice, hertogin van Gloucester (Londen, 25 december 1901 – aldaar, 29 oktober 2004) was de vrouw van Hendrik van Gloucester. Zij was de schoonzus van de Engelse koningen Edward VIII en George VI en de tante van koningin Elizabeth II.
Zij werd geboren als Lady Alice Christabel Montagu-Douglas Scott, dochter van de hertog van Buccleuch en lady Margaret Bridgeman. Zij groeide op in Northamptonshire waar ze verschillende scholen bezocht. Als jonge vrouw verbleef zij enige tijd in Frankrijk en Kenia. Pas op vrij late leeftijd, in 1935, trouwde zij met de zoon van George V. Tijdens de Tweede Wereldoorlog werkte zij voor het Rode Kruis.
Na de oorlog hield zij zich voornamelijk bezig met het uitoefenen van allerlei representatieve taken en met liefdadigheid.
Ze trouwde op 6 november 1935 met prins Henry en kregen samen twee zoons:
- William (18 december 1941 – 28 augustus 1972), omgekomen bij een vliegtuigongeluk
- Richard (26 oktober 1944), trouwde op 8 juli 1972 met de Deense Birgitte van Deurs (20 juni 1946)

Haar jongste zoon, Richard, is de huidige hertog van Gloucester. Vanaf 1995 verscheen de prinses niet meer in het openbaar. In 1999 kondigde haar zoon aan dat zijn moeder met pensioen ging. Geen lid van de Britse koninklijke familie werd ooit ouder dan prinses Alice. Op 20 augustus 2003 evenaarde zij de leeftijd van de Queen Mum, die in 2002 op 101-jarige leeftijd overleed, en werd daarmee het oudste lid ooit van de Britse koninklijke familie. Prinses Alice overleed op 102-jarige leeftijd. Haar begrafenis vond plaats op 5 november 2004.